# Cervejaria Orval
Cervejaria Orval (em francês: Brasserie d'Orval) é uma cervejaria trapista belga localizada dentro das muralhas da Abbaye Notre-Dame d'Orval na região de Gaume, na Bélgica.

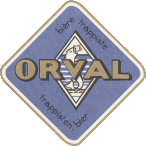
Rótulo

A cervejaria produz duas cervejas trapistas, Orval e Petite Orval .

## História
Provas de fabricação de cerveja remontam aos primeiros dias do mosteiro. Um documento escrito pelo abade em 1628 refere-se diretamente ao consumo de cerveja e vinho pelos monges. O último dos fabricantes de cerveja a ser um monge foi o irmão Pierre, até o incêndio de 1793.
Em 1931, a atual cervejaria foi construída, empregando leigos e destinada a fornecer uma fonte de recursos para a reconstrução do mosteiro. Ele foi projetado por Henry Vaes, que também projetou o distinto copo de cerveja Orval. A primeira cerveja foi enviada da cervejaria em 7 de maio de 1932, e foi vendida em barris, em vez das garrafas de hoje. Orval foi a primeira cerveja trapista a ser vendida nacionalmente pela Bélgica.
Tal como acontece com outras cervejarias trapistas, a cerveja é vendida para apoiar financeiramente o mosteiro e algumas outras boas causas. Todos os lucros da venda da cerveja são distribuídos para instituições de caridade e para o desenvolvimento da comunidade na região.

## Cervejas

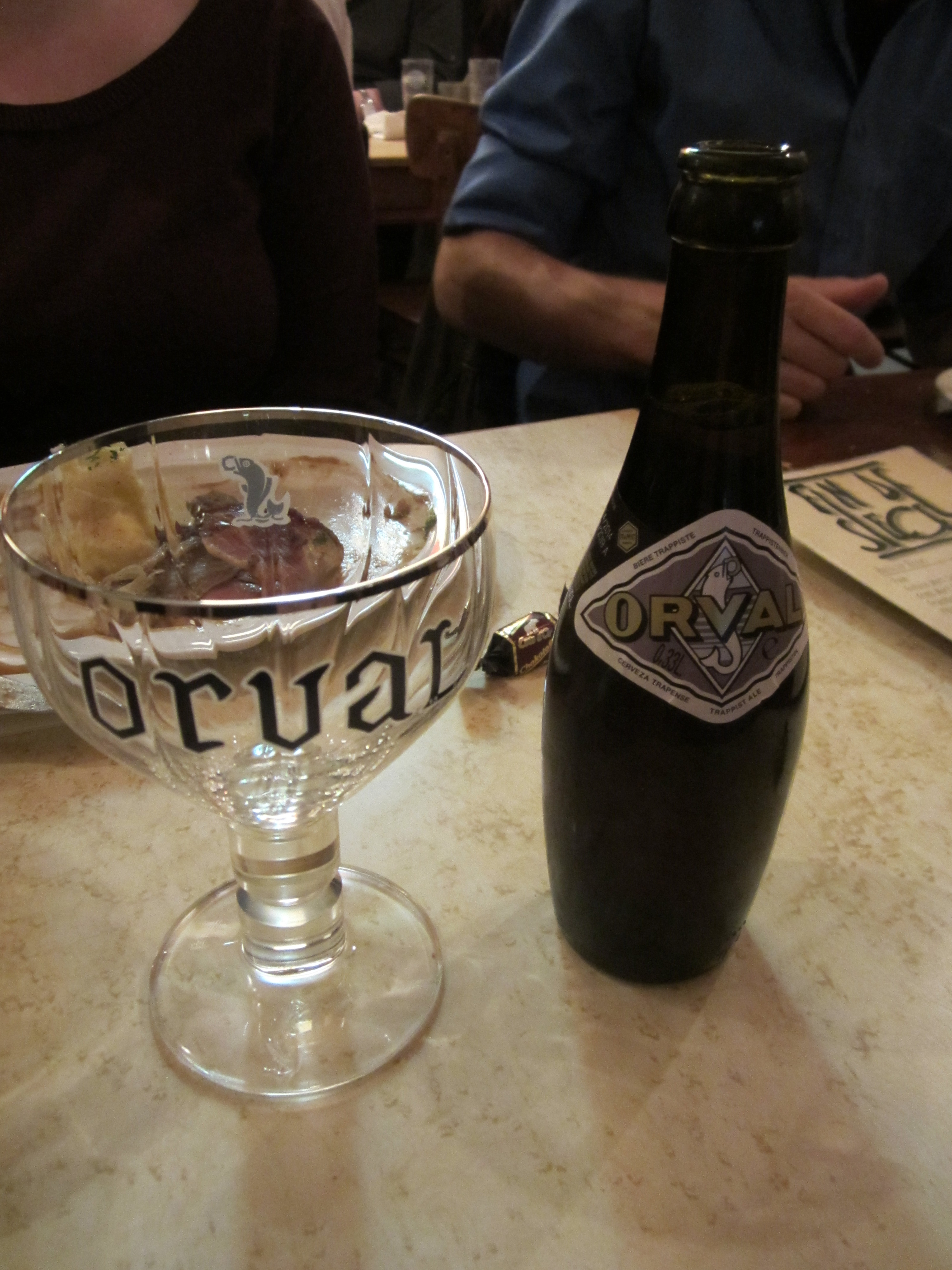
Cerveja Trapista Orval com sua garrafa tradicional

Orval é a marca principal. É uma cerveja com graduação alcóolica de 6,2%. Foi feita pela primeira vez em 1931 e tem um sabor complexo, incomum e aroma produzido por uma única variedade de levedura: Brettanomyces lambicus. A cerveja é de cor clara, ligeiramente turva e tem uma boa carbonatação e espumosa. Há um aroma complexo de especiarias e muitos outros componentes da terra.
O crítico de cerveja Michael Jackson considerou Orval como "um maravilhoso aperitivo" e um "clássico mundial". Seu gosto muito distinto é largamente atribuído a duas partes do processo de fermentação. Uma delas é a lupulagem a frio (inglês: dry hopping), em que grandes sacos de lúpulo em malha infundem a cerveja durante o período de maturação de três semanas. O outro é o uso da levedura Brettanomyces durante essa mesma maturação, que é uma levedura selvagem local. São utilizados os destilados Hallertau , Styrian Goldings e French Strisselspalt.
A cerveja Orval é engarrafada exclusivamente em um distintivo skittle em forma de garrafa de 330ml. A fábrica de engarrafamento tem capacidade para 24.000 garrafas por hora. A cerveja é então amadurecida a 15°C por um mínimo de quatro semanas no local antes de ser distribuída. A cerveja que será vendida na abadia ou no café local é amadurecida por seis meses. Como a cerveja é condicionada à garrafa , seu sabor pode evoluir ao longo dos anos com o envelhecimento.
Petite Orval é uma cerveja com 3,5% de graduação alcóolica, fabricada apenas para os monges (estilo Patersbier). Embora não seja geralmente disponível para venda, pode ser comprado no próprio mosteiro ou no café perto do mosteiro.

## Cervejaria
A cervejaria é normalmente fechada ao público, mas abre suas portas por dois dias a cada ano. Atualmente, existem 32 trabalhadores seculares.